# Julio Larrondo Yáñez
Julio Esteban Larrondo Yáñez (Santiago, 23 de agosto de 1959) es un eclesiástico católico chileno. Es el obispo-prelado de Illapel. Fue obispo auxiliar de Santiago de Chile, entre 2020 y 2023.

## Biografía
Julio Esteban nació el 23 de agosto de 1959, en la ciudad chilena de Santiago. Hijo de Luis Larrondo y de Felisa Isabel Yáñez, siendo el tercero de cuatro hijos.
En marzo de 1985, ingresó al ingresó Seminario Pontificio Mayor de Santiago, donde realizó los estudios eclesiásticos.

### Sacerdocio
Fue ordenado diácono el 2 de mayo de 1992. Su ordenación sacerdotal fue el 12 de diciembre del mismo año, a manos del cardenal-arzobispo Carlos Oviedo Cavada. Escogió como lema sacerdotal la frase: "Estoy crucificado con Cristo, no soy el que vive en mí, es Cristo".
Como sacerdote desempeñó los siguientes ministerios:
- Vicario parroquial (1993-1996) y párroco (1996-2003) de San Gabriel, en Lo Prado.
- Decano del Decanato Obispo Enrique Alvear (antes, Pudahuel Sur) (1995-1997 y 2000-2002).
- Formador del Seminario Pontificio Mayor de Santiago (2003-2006).[4]
- Párroco de Jesús de Nazaret, en Estación Central (2006-2013).
- Decano del Decanato P. Alberto Hurtado (2007-2011).[2]
- Acompañante de los diáconos de la Zona Oeste (2008-2011).
- Miembro del equipo de la Vicaría para el Clero (2011-2020).
- Párroco de San Luis Beltrán, en Pudahuel (2013-2020).[5]
- Miembro del Consejo Presbiteral (2016-2020).
- Párroco de Ntra. Sra. de Lourdes, en La Cisterna y vicario episcopal de la Zona Sur de Santiago (2020).[5]
- Miembro de la Comisión Nacional de Pastoral Presbiteral, organismo de la Conferencia Episcopal de Chile.[6]

El 15 de enero de 2018, recibió al papa Francisco en su visita a la parroquia San Luis Beltrán, donde se encuentran los restos del obispo Enrique Alvear; en el marco de su visita apostólica a Chile.

### Episcopado
Obispo auxiliar de Santiago
El 26 de mayo del 2020, el papa Francisco lo nombró obispo titular de Magarmel y obispo auxiliar de Santiago de Chile. Fue consagrado el 26 de septiembre del mismo año, en el campus eucarístico del Santuario del Cerro San Cristóbal, a manos del arzobispo Celestino Aós OFM Cap.
Escogió como lema episcopal la frase: "Estoy entre ustedes como servidor".
- Vicario de la Zona Sur de Santiago (2020-2023).
- Vicario de la Vicaría Laicos, Familia y Vida (hasta 2023).[3]

Obispo-Prelado de Illapel
El 12 de diciembre de 2023, fue nombrado obispo-prelado de Illapel. Tomó posesión canónica el 2 de marzo del mismo año, durante una ceremonia en la Catedral de Illapel.